# آلما جانکشن، کلرادو
الما جانکشن، کلورادو (به انگلیسی: Alma Junction, Colorado) یک منطقهٔ مسکونی در ایالات متحده آمریکا است که در کلرادو واقع شده‌است.

## خصوصیات
الما جانکشن ۳٬۱۲۶ متر بالاتر از سطح دریا واقع شده‌است.